# 1208년

## 연호
- 남송(南宋) 가정(嘉定) 원년
- 금(金) 태화(泰和) 8년
- 일본(日本) 조겐(承元) 2년
- 서하(西夏) 응천(應天) 3년
- 리 왕조(李朝) 찌빈롱응(治平龍應) 4년

## 기년
- 남송(南宋) 영종(寧宗) 14년
- 금(金) 장종(章宗) 19년
- 고려(高麗) 희종(熙宗) 4년
- 몽골 칭기즈 칸 3년
- 서하(西夏) 양종(襄宗) 3년
- 리 왕조(李朝) 고종(高宗) 33년

## 사건
기독교의 이단으로 규정된 알비파 토벌을 위해 알비 십자군이 일으켜짐. 알비파는 1350년경 정벌됨